# Антокольский, Александр Альбертович
Алекса́ндр Альбе́ртович Антоко́льский (первоначальная фамилия Фейгельман; 2 апреля 1916, Нижний Новгород, Российская империя — 30 октября 1999, Москва, Россия) — русский советский прозаик, драматург и сценарист, известный главным образом произведениями для детей.

## Биография
Родился в Нижнем Новгороде в семье Альберта Владимировича Фейгельмана (1883—1948), химика, и Берты Исааковны Антокольской (1895—1966), родом из Вильны. В 1940 году окончил Государственный институт театрального искусства им. А. В. Луначарского. С юности был связан с пионерским движением.
В во время Великой Отечественной войны находился в эвакуации в Абакане.
Член Союза писателей СССР (1974).
Лауреат премии КГБ СССР (1982).
Похоронен на Троекуровском кладбище.

### Семья
- Жена — Ольга Ивановна Петрова, народная артистка РСФСР, цыганский театр «РОМЭН».
  - Сын — Владимир Антокольский.

## Творчество
Начал печататься с середины 1950-х годов.
Первая книга — сборник «Далёкий путешественник» (1956). Автор сказочно-фантастических повестей «Мы — невидимки» (1970), «Семь ключей от семи дворцов» (1979) и сборника пьес детской научной фантастики «Красная гвоздика» (1976), пьес «Лунный старт», «Спор волшебников», «Судьба планеты Конебы». Написал сценарии фильмов «Контрольная полоса» (1980), «Приказано взять живым» (1984) и радиоспектакля «Ночная прогулка» (1972).

## Произведения

### Книги
- Антокольский А. А. Далёкий путешественник. — 1956.
- Антокольский А. А. Красная гвоздика: Пьесы для детей. — М. — Советская Россия, 1967. — 116 с. — 60 000 экз. [Содержание: Судьба планеты Конебы: Фантастическая сказка в 2-х частях; Лунный старт: Новогоднее представление]
- Антокольский А. А. Мы — невидимки: Поисковый журнал Невидимок — охотников за И. Д. — М. — Молодая гвардия, 1970.
- Антокольский А. А. Великаны с улицы Праздников. — М. — Молодая гвардия, 1976.
- Антокольский А. А. Семь ключей от семи дворцов: Странная, почти фантастическая, но вполне достоверная история. — М. — Молодая гвардия, 1979. — 158 с. — 100 000 экз.
- Антокольский А. А. Когда приходит Новый год? — М. — Молодая гвардия, 1983. — 125 с. — 100 000 экз.
- Антокольский А. А. Планета Большого Колокола: Фантастическая пьеса в 2-х действиях. — М. — ВААП, 1976.

### Сценарии
- Ночная прогулка: радиоспектакль, режиссёр Владимир Храмов, 1972.[7]
- Контрольная полоса: художественный фильм, режиссёр Юсуф Азизбаев, 1980.
- Робинзон Кузя: мультипликационный фильм
- Приказано взять живым: художественный фильм, режиссёр Виктор Живолуб, 1984.

### Пьесы
- О тех, кто любит, 1960[8]
- Любящая тебя
- Зимняя сказка[9]